# IWS1
IWS1‏ (IWS1, SUPT6H interacting protein) هوَ بروتين يُشَفر بواسطة جين IWS1 في الإنسان.